# بربارة شفارتز (تنس)
بربارة شفارتز (بالألمانية: Barbara Schwartz)‏ مواليد 27 يناير 1979 في فيينا، هي لاعبة كرة مضرب نمساوية سابقة بدأت مسيرتها كمحترفة سنة 1995 وكانت تلعب باليد اليسرى، اعتزلت اللعب في نوفمبر 2006. أعلى تصنيف لها في الفردي كان المركز الـ 40 في سنة 1999.

## روابط خارجية
- بربارة شفارتز على موقع رابطة محترفات التنس (الإنجليزية)
- بربارة شفارتز على موقع الاتحاد الدولي لكرة المضرب (الإنجليزية)
- بربارة شفارتز على موقع كأس بيلي جين كينغ (الإنجليزية)
- بربارة شفارتز على موقع خلاصة التنس.كوم (الإنجليزية)
- بربارة شفارتز على موقع إي إس بي إن.كوم (الإنجليزية)